# Austin (voornaam)
Austin is een Engelstalige voornaam die zowel voor jongens als voor meisjes wordt gebruikt. Het is een contractie van de voornaam Augustin.

## Bekende naamdragers
- Austin Mahone, Amerikaans singer-songwriter
- Austin Nichols, Amerikaans acteur

## Fictief figuur
- Austin Powers, hoofdpersonage uit de Austin Powers-filmreeks
- Austin Reed, personage uit de Amerikaanse soapserie Days of our Lives